# Михајло Начевић
Михајло Начевић (Београд, 8. новембар 1903 — Београд, 8. јун 1939) био је југословенски и српски фудбалер и атлетичар.

## Биографија
Рођен је 1903. године у Београду. Поред фудбала бавио се и атлетиком, а по занимању је био тапетар. Мајка му је била Аустријанка. Након што је средином двадесетих година 20. века отишао да игра фудбал у Сарајево, разбољева се, а након доласка у Београд ради врло тешке и физички захтевне послове. Године 1930. престао је да се бави фудбалом, због погоршања здравственог стања. Живео је у Церској улици на Врачару. Преминуо је у беди и сиромаштву од туберкулозе, 8. јуна 1939. године у Београду. Имао је жену и двоје деце.

## Каријера
Фудбалску каријеру започео је у СК Словенац из Београда, након тога играо у СК Космај, који се расформирао, а највећи траг оставио је у дресу СК Југославија, за који је играо од 1920. године. За СК Југославију играо је у доба њених највећих успеха и учествовао у освајању Првенства Југославије 1924. и 1925. године. У СК Југославији играо је заједно са Милутином Ивковићем, Драганом Јовановићем, Стеваном Лубурићем, Душаном Петковићем и другим. Након тога за Славију Сарајево, где је био један од најбољих играча, међутим због болести, остао је само једну сезону. Начевић се такође бавио атлетиком и учествовао у трчању на дугим пругама.
За репрезентацију Југославије одиграо је једну утакмицу, 28. јуна 1926. године против селекције Чехословачке.